# Cometal Celta de Vigo FS
El Cometal Celta de Vigo fue un equipo español de fútbol sala fundado en 2006. Actualmente juega en la División de Honor. Este club nació de la fusión del Barcel Euro de Puebla de San Julián (Lugo) y el Vigo FS que militaba en 1.ª Nacional A.El club está vinculado al Real Club Celta de Vigo pero es autónomo del mismo. Desapareció en el 2007 debido a no encontrar viabilidad económica.